# Tschernitz
Tschernitz, in lusaziano Cersk, è un comune di 1 155 abitanti del Brandeburgo, in Germania.

Appartiene al circondario della Sprea-Neiße ed è parte dell'Amt Döbern-Land.

## Storia
Nel 2003 venne aggregato al comune di Tschernitz il soppresso comune di Wolfshain.

## Società

### Evoluzione demografica
| Anno | Abitanti |
| ---- | -------- |
| 1875 | 905      |
| 1890 | 965      |
| 1910 | 1 854    |
| 1925 | 1 913    |
| 1933 | 1 974    |
| 1939 | 2 066    |
| 1946 | 1 903    |
| 1950 | 2 141    |
| 1964 | 1 825    |
| 1971 | 1 867    |

| Anno | Abitanti |
| ---- | -------- |
| 1981 | 1 649    |
| 1985 | 1 850    |
| 1989 | 1 913    |
| 1990 | 1 960    |
| 1991 | 1 948    |
| 1992 | 1 958    |
| 1993 | 1 954    |
| 1994 | 1 951    |
| 1995 | 1 921    |
| 1996 | 1 883    |

| Anno | Abitanti |
| ---- | -------- |
| 1997 | 1 867    |
| 1998 | 1 832    |
| 1999 | 1 825    |
| 2000 | 1 819    |
| 2001 | 1 781    |
| 2002 | 1 717    |
| 2003 | 1 673    |
| 2004 | 1 657    |
| 2005 | 1 609    |
| 2006 | 1 577    |

| Anno | Abitanti |
| ---- | -------- |
| 2007 | 1 535    |
| 2008 | 1 486    |
| 2009 | 1 435    |
| 2010 | 1 393    |
| 2011 | 1 297    |
| 2012 | 1 289    |
| 2013 |          |

Fonti dei dati sono nel dettaglio nelle Wikimedia Commons..

## Geografia antropica

### Suddivisioni amministrative
Il territorio comunale si divide in due zone (Ortsteil), corrispondenti al centro abitato di Tschernitz e a una frazione:
- Tschernitz (centro abitato)
- Wolfshain